# County Durham (dystrykt)
County Durham – dystrykt (unitary authority) w hrabstwie ceremonialnym Durham w Anglii. W 2011 roku dystrykt liczył 513 242 mieszkańców. Ośrodkiem administracyjnym jest miasto Durham.